# I Don't Like
«I Don't Like» es el octavo sencillo del artista inglés de música electrónica Andy Bell. Es el primer sencillo extraído de la banda  sonora del musical Torsten the Bareback Saint.

## Lista de temas
1. I Don't Like (radio edit)

## I Don't Like/Fountain of Youth
I Don't Like/Fountain of Youth es un doble lado A del artista inglés de música electrónica Andy Bell, que incluye los dos primeros sencillos extraídos de la banda  sonora del musical Torsten the Bareback Saint, pero ahora en formato físico.

## Lista de temas
1. I Don't Like (radio edit)
2. Fountain of Youth (radio edit)